# علي الشعلة
علي الشعلة لاعب كرة قدم سعودي و يلعب في مركز الجناح.

## مسيرة اللاعب
كانت بداياته مع نادي الترجي و انتقل إلى الخليج في 2008 و في عام 2015 وقع مع الفيصلي و إنتقل إلى نادي الخليج مطلع عام 2017 و عاد إلى نادي الترجي في صيف 2022.

## روابط خارجية
- علي الشعلة على موقع Soccerway.com (الإنجليزية)
- علي الشعلة على موقع كووورة